# Diabolocatantops pinguis
Diabolocatantops pinguis är en insektsart som först beskrevs av Carl Stål 1861.  Diabolocatantops pinguis ingår i släktet Diabolocatantops och familjen gräshoppor. Inga underarter finns listade i Catalogue of Life.